# Stazione di San Marcellino
La stazione di San Marcellino era una fermata ferroviaria posta sulla linea Alifana bassa. Serviva il centro abitato di San Marcellino.

## Storia
La fermata venne attivata negli anni 1950, nello stesso periodo di altre fermate, spesso coincidenti con case cantoniere e spesso facoltative, costituite nel dopoguerra.
Nel secondo dopoguerra, a causa della crescente urbanizzazione dell’hinterland napoletano il servizio ferroviario non risultava più adeguato alle esigenze; pertanto il 20 febbraio 1976 l’esercizio venne sospeso, e sostituito, per un paio di anni, da un servizio di autobus. La chiusura doveva essere temporanea per consentire l'ammodernamento della linea, ma poi in sostituzione venne costruita una nuova linea metropolitana corrente più ad est e che non serve l'abitato di San Marcellino.

## Strutture e impianti
Il fabbricato viaggiatori è stato utilizzato da un bar dopo la chiusura della linea, mentre il percorso dei binari è ricalcato dalla strada chiamata, appunto, via Ex Alifana.